# Alfa Lum (equipo ciclista)
El equipo Alfa Lum fue un equipo ciclista sanmarinés, de origen italiano, de ciclismo en ruta que compitió entre 1982 a 1990.

## Corredor mejor clasificado en las Grandes Vueltas
| Año  | Giro de Italia         | Tour de Francia      | Vuelta a España                  |
| ---- | ---------------------- | -------------------- | -------------------------------- |
| 1982 | 43.º Michael Wilson    | -                    | -                                |
| 1983 | 6.º Marino Lejarreta   | -                    | 2.º Marino Lejarreta             |
| 1984 | 4.º Marino Lejarreta   | -                    | 26.º Juan Carlos Alonso Derteano |
| 1985 | 5.º Marino Lejarreta   | -                    | -                                |
| 1986 | 6.º Franco Chioccioli  | -                    | -                                |
| 1987 | 19.º Jiří Škoda        | -                    | -                                |
| 1988 | 26.º Marino Amadori    | -                    | -                                |
| 1989 | 11.º Vladímir Pulnikov | -                    | 6.º Ivan Ivanov                  |
| 1990 | 4.º Vladímir Pulnikov  | 25.º Dmitri Konyshev | 8.º Ivan Ivanov                  |

## Principales resultados
- Escalada Ciclista a Montjuic: Marino Lejarreta (1983)
- Giro del Vèneto: Maurizio Rossi (1986)
- Semana Lombarda: Ivan Ivanov (1989), Nikolai Golovatenko (1990)

### A las grandes vueltas
- Giro de Italia
  - 9 participaciones (1982, 1983, 1984, 1985, 1986, 1987, 1988, 1989, 1990)
  - 5 victorias de etapa:
    - 1 el 1982: Michael Wilson
    - 1 el 1984: Marino Lejarreta
    - 1 el 1985: Orlando Maini
    - 1 el 1986: Franco Chioccioli
    - 1 el 1990: Vladímir Pulnikov

  - 0 clasificaciones finales:
  - 3 clasificaciones secundarias:
    - Clasificación por equipos: (1985)
    - Clasificación de los jóvenes: Vladímir Pulnikov (1989, 1990)

- Tour de Francia
  - 1 participación (1990)
  - 1 victorias de etapa:
    - 1 el 1990: Dmitri Konyshev

  - 0 clasificaciones secundarias:

- Vuelta a España
  - 4 participaciones (1983, 1984, 1989, 1990)
  - 8 victorias de etapa:
    - 5 el 1983: Giuseppe Petito, Marino Lejarreta (3), Michael Wilson
    - 1 el 1984: Orlando Maini
    - 1 el 1989: Ivan Ivanov
    - 1 el 1990: Assiat Saítov

  - 3 clasificaciones secundarias:
    - Clasificación por puntos: Marino Lejarreta (1984)
    - Clasificación de jóvenes: Ivan Ivanov (1989)
    - Clasificación de los esprints especiales: Assiat Saítov (1990)